# Herbarz Geldrii

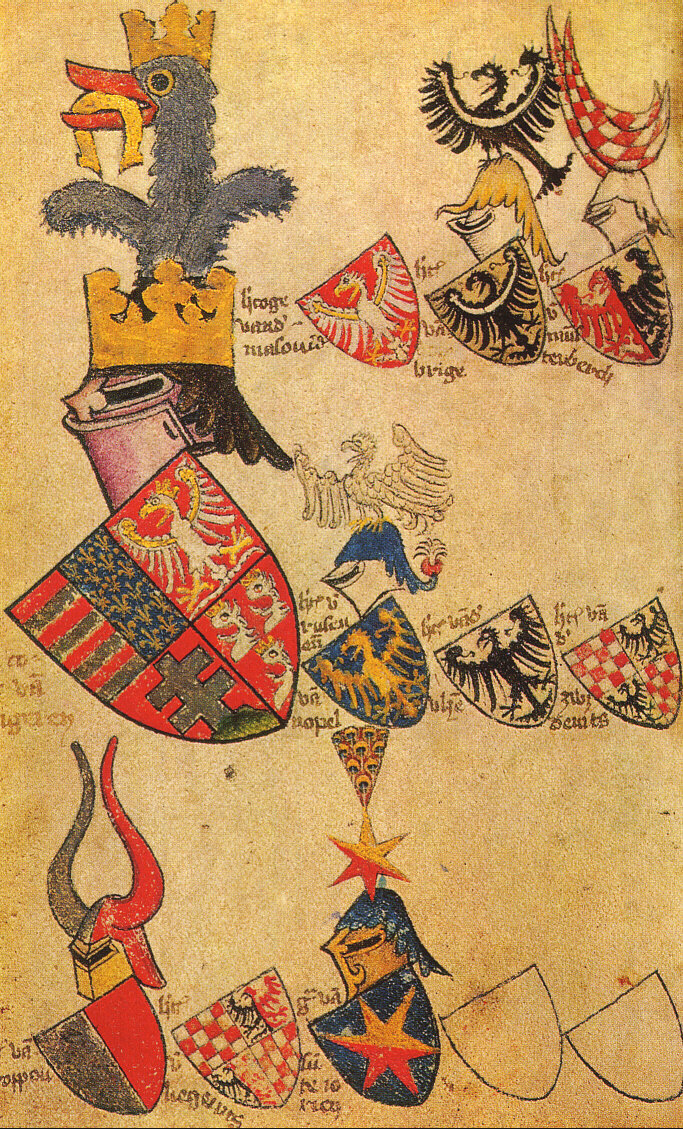
Karta 52v z herbem Ludwika Andegaweńskiego oraz z herbami polskich książąt.

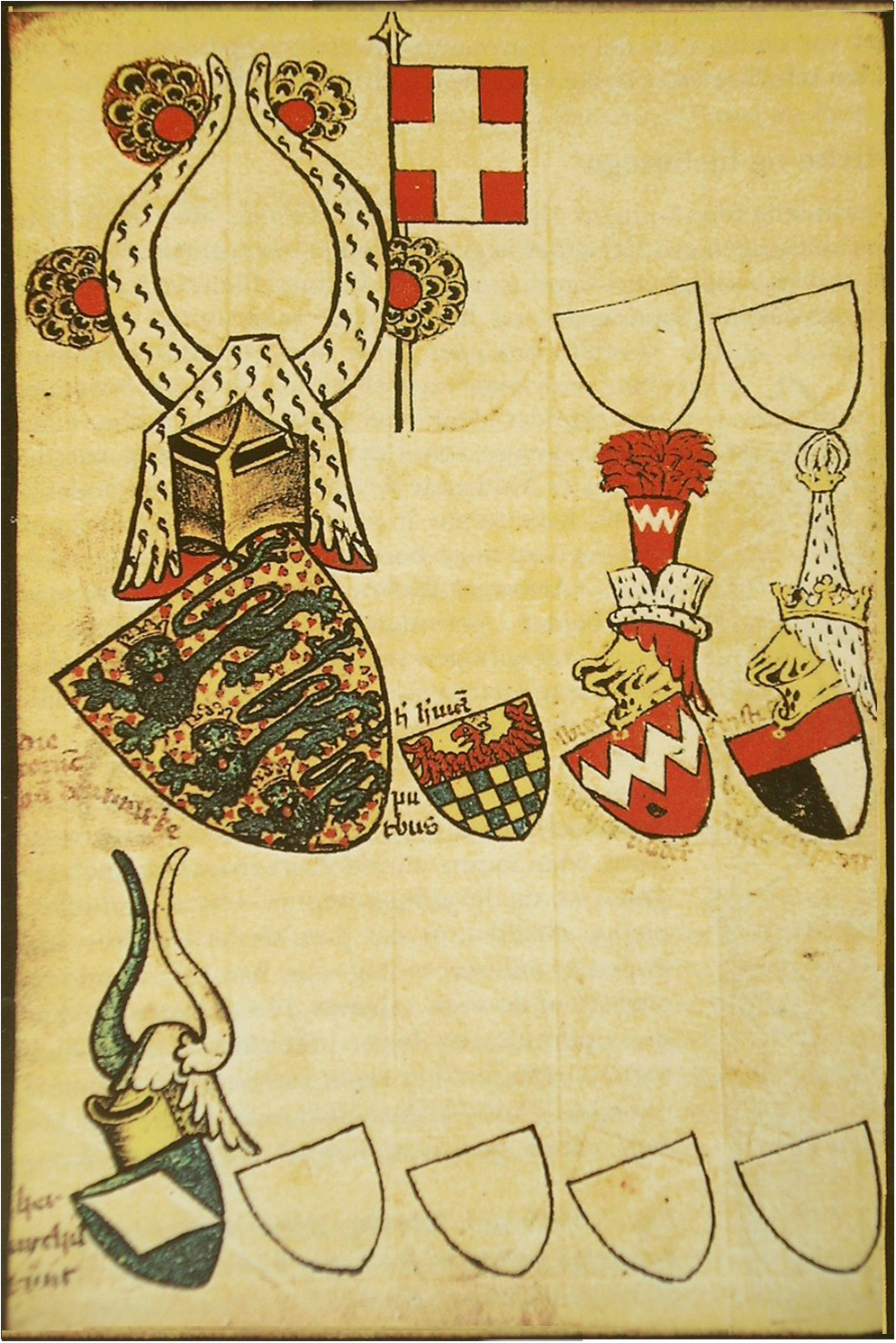
Karta 55v z herbem króla duńskiego i z najstarszym znanym kolorowym wizerunkiem flagi Danii.

Herbarz Geldrii (niderl. Wapenboek Gelre) – jeden z najstarszych zachowanych europejskich herbarzy. Powstał między rokiem 1370 i 1395, w księstwie Geldrii. Za autora większość historyków uznaje herolda Geldrii, Claesa Heinenszoona, zwanego z racji urzędu Gelre (Geldria).
Dzieło na 121 dwustronnie iluminowanych kartach przedstawia 1755 herbów z prawie całej Europy, w tym także 22 herby z Polski. Przechowywany w Królewskiej Bibliotece w Brukseli (sygnatura ms. 15652-56).

## Niektóre polskie herby w Herbarzu Geldrii
Na karcie 52v znajduje się herb króla Ludwika Andegaweńskiego oraz herby polskich i śląskich książąt: Siemowita IV mazowieckiego, Ludwika I brzeskiego, Bolka III ziębickiego, Władysława Opolczyka, Konrada II oleśnickiego, książąt świdnickich, Mikołaja II opawskiego, Ruprechta I legnickiego i Tomasza hrabiego Sankt Georgen.

Na karcie 53v znajdują się wizerunki min. herbów Leliwa, Ogończyk, Prawdzic, Korczak, Ostoja, Kornic, Nałęcz, Bogoria, a na karcie 54r min. Świnka, Odrowąż, Jastrzębiec i Jelita. 

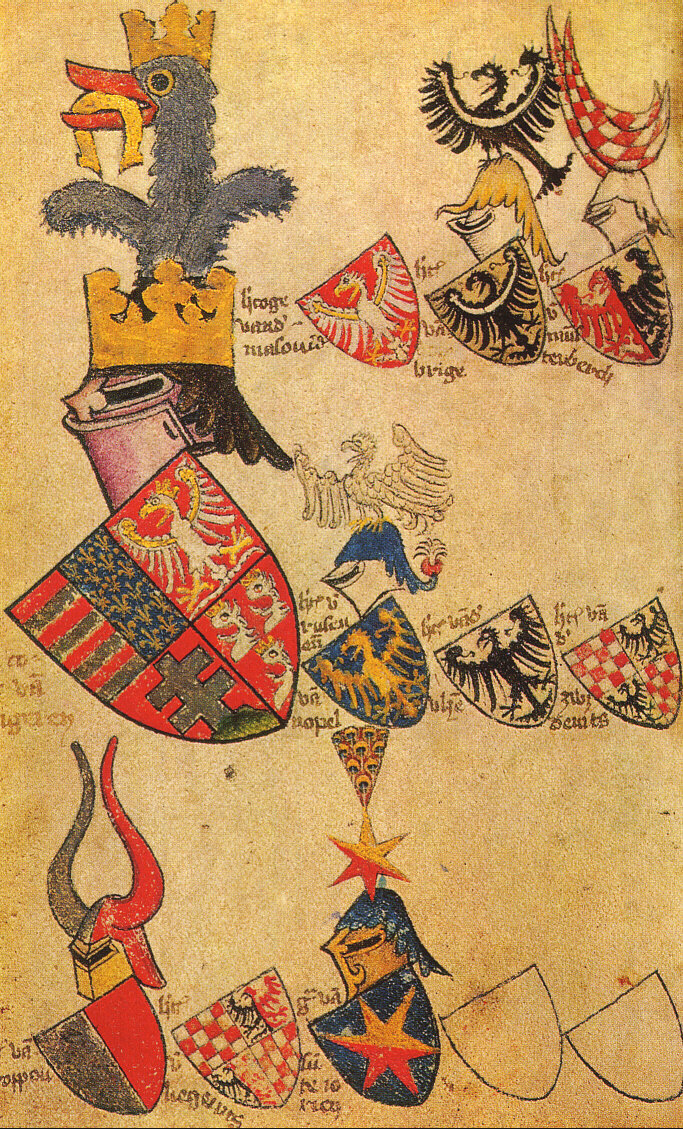
Strona 52v
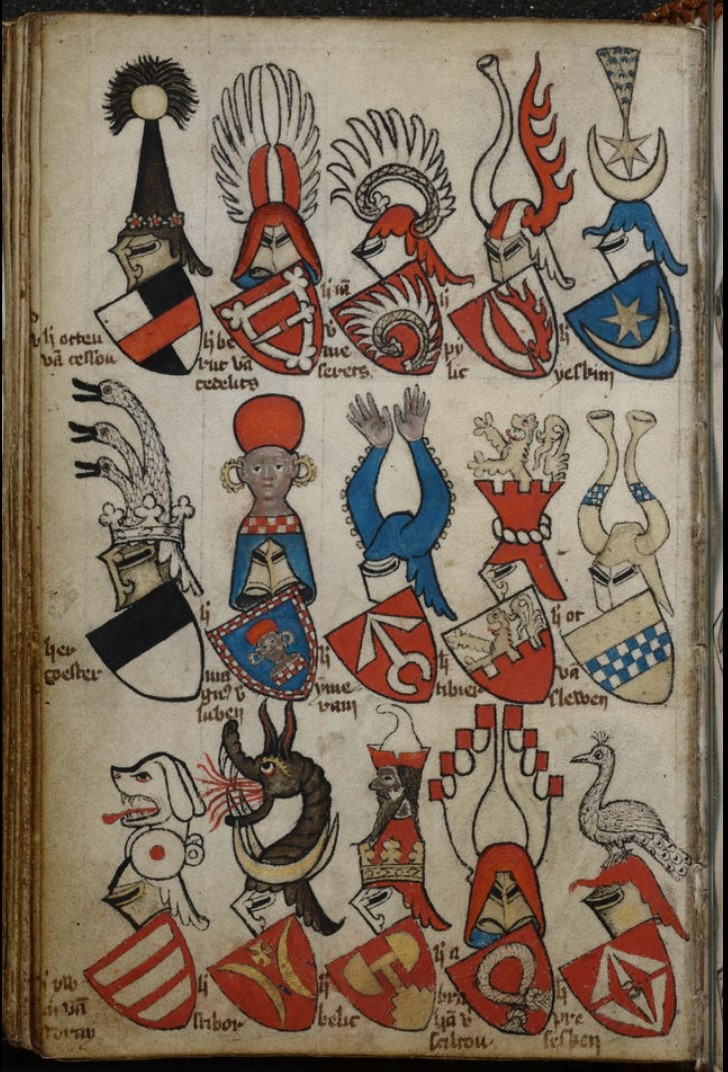
Strona 53v
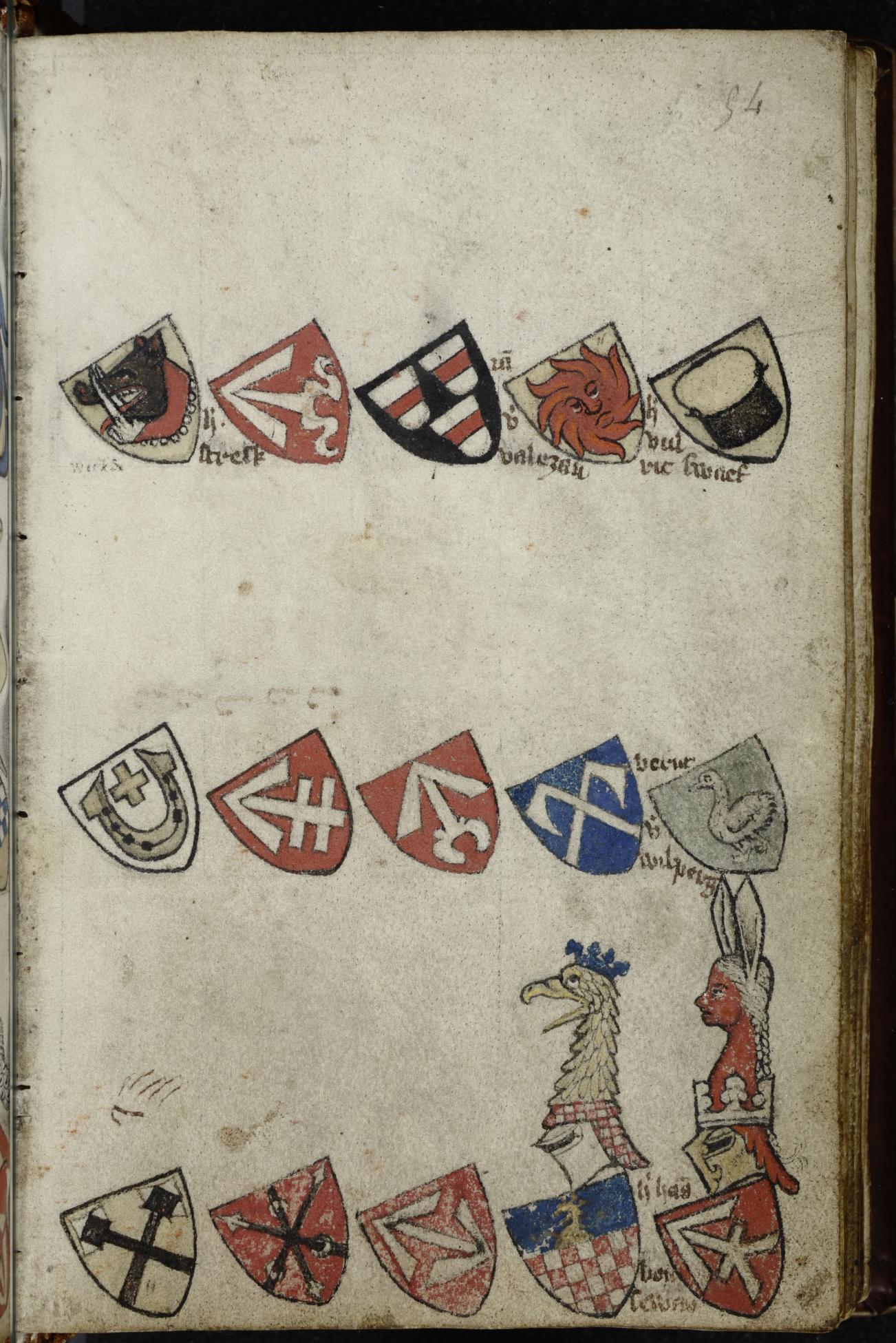
Strona 54r